# Цзюньцзи
Цзюньцзи (кит.: 君子; піньїнь: jūnzi; кор. 군자, кунджі; яп. くんし, кунсі) — конфуціанський термін. Зазвичай перекладається як «шляхетний чоловік». Протиставляється «малому чоловіку» сяоженю. Символ шляхетства, справедливості, безкорисності, мудрості, чоловіколюбства. Еталон східноазійського правителя, чиновника, вченого. Вперше згадується в «Книзі пісень». Залежно від контексту позначає:
1. Особу високого соціального стану, вершника.
2. Чоловіка дружини або нареченого.
3. Благодатну і високодуховну особу.
4. Політика, який працює заради справедливості, а не користі.
5. Книжника, що не займається ремеслом чи фізичною працею.